# 2018年バーレーングランプリ
2018年バーレーングランプリ (2018 Bahrain Grand Prix) は、2018年のF1世界選手権第2戦として、2018年4月8日にバーレーン・インターナショナル・サーキットで開催された。
正式名称は「FORMULA 1 2018 GULF AIR BAHRAIN GRAND PRIX」。

## レース前
本レースでピレリが供給するドライタイヤのコンパウンドは、ミディアム、ソフト、スーパーソフトの3種類。
オーバーテイク機会を増やすため、ターン15以降に設けられている2つ目のDRSゾーンが前年より100m延長され、170mとした。
ホンダは前戦オーストラリアGPで発生したピエール・ガスリーのMGU-HのトラブルがICE(エンジン)にも及んでいたことを明らかにし、2基目のICE、MGU-H、ターボに交換する。万全を期して、チームメイトのブレンドン・ハートレイのMGU-Hとターボも対策を施したものに交換する。

## フリー走行
開催日時は現地時間 (UTC+3、以下同じ）。
1回目(FP1)
2018年4月6日 14:00 気温:30度 路面温度:42度 天候:晴(ドライ)
セッション開始後5分、マックス・フェルスタッペンが無線で「クルマが全然加速しない」と訴え、最終コーナー手前でマシンを止める。フェルスタッペンはマーシャルの手を借りながらピットまでマシンを押していった。電気系統のトラブルが原因で、フェルスタッペンはタイムを記録できなかった。チームメイトのダニエル・リカルドは終了14分前に1:31.060のトップタイムを記録した。
2回目(FP2)
2018年4月6日 18:00 気温:27度、路面温度:32℃ 天候:曇(ドライ)
FP1でトラブルに見舞われ走行できなかったフェルスタッペンが復帰。終了15分前、キミ・ライコネンが前戦オーストラリアGP決勝のハース2台と同様、タイヤ交換の失敗でマシンを止めざるを得なかった。ライコネンは1:29.817でトップタイムを記録し、チームメイトのセバスチャン・ベッテルが僅差の2位に続いた。フェラーリ勢の後塵を拝したルイス・ハミルトンはギアボックスの交換により5グリッド降格が決まった。
3回目(FP3)
2018年4月7日 15:00 気温:29度 路面温度:40度 天候:晴(ドライ)
ベッテルを先頭に数台がコースインするがすぐに周回をやめ、15分過ぎまで1台もコースに現れなかった。ここから各車がタイムを記録していくが、ベッテルのマシンのデフレクターが外れかかりピットインするハプニングがあった。トップタイムはライコネンの1:29.868で、レッドブルのフェルスタッペン、リカルドが2-3位に続く。ベッテルはパワーユニットのドライバビリティに問題を抱え4位に終わり、予選を前に2基目の電子制御装置(CE)に交換した。

## 予選
2018年4月7日 18:00 気温:28度 路面温度:32度 天候:晴(ドライ)
ベッテルがポールポジションを獲得、ライコネンが2位に続き、フェラーリがフロントローを独占した。

### 経過
Q1
1回目のアタックはフェラーリ勢とバルテリ・ボッタスがソフト、その他の各車はスーパーソフトでコースイン。ブレンドン・ハートレイはバードストライクでフロントウイングにダメージを負ったためアタックを断念する。2回目のタイムアタックではフェルスタッペンがクラッシュして赤旗中断となる。8分後にセッションは再開され、改めて最後のアタックが開始される。トロ・ロッソは2台ともQ2進出を果たした。アロンソは15位で辛うじてQ1を突破、グロージャンは最終コーナーでワイドになったのが響き、アロンソと同じタイムだったため16位でQ1敗退に終わった。グロージャンの他、ウィリアムズとザウバーの各2台がQ1敗退となった。
Q2
グリッド降格が決まっているハミルトンは決勝を踏まえてソフト、その他の各車はスーパーソフトでコースイン。ハミルトンはソフトでトップタイムのベッテルと0.117秒差の2位。2回目のアタックは上位3チーム(メルセデス、フェラーリ、レッドブル)以外の各車がアタックし、ハートレイ、バッテリーの不調でタイムが伸びなかったセルジオ・ペレス、マクラーレンの2台、Q2不参加のフェルスタッペンがQ2敗退となった。
Q3
1回目のアタックはライコネンがトップタイムを出し、最終コーナーでタイムを失ったベッテルが2位、ハミルトンは3位に留まった。ベッテルは2回目のアタックでライコネンのタイムを上回りポールポジションを獲得、ライコネンは自己ベストを更新できず2位、ボッタスは自己ベストを更新したが3位、ハミルトンは自己ベストを更新できず4位に終わった。ピエール・ガスリーは6位と健闘し、決勝の5番グリッドを掴み取った。

### 結果
| Pos.                | No. | ドライバー                 | コンストラクター                | Q1       | Q2       | Q3       | Grid |
| ------------------- | --- | -------------------------- | ------------------------------- | -------- | -------- | -------- | ---- |
| 1                   | 5   | セバスチャン・ベッテル     | フェラーリ                      | 1:29.060 | 1:28.341 | 1:27.958 | 1    |
| 2                   | 7   | キミ・ライコネン           | フェラーリ                      | 1:28.951 | 1:28.515 | 1:28.101 | 2    |
| 3                   | 77  | バルテリ・ボッタス         | メルセデス                      | 1:29.275 | 1:28.794 | 1:28.124 | 3    |
| 4                   | 44  | ルイス・ハミルトン         | メルセデス                      | 1:29.396 | 1:28.458 | 1:28.220 | 9 1  |
| 5                   | 3   | ダニエル・リカルド         | レッドブル-タグ・ホイヤー       | 1:29.552 | 1:28.962 | 1:28.398 | 4    |
| 6                   | 10  | ピエール・ガスリー         | トロ・ロッソ-ホンダ             | 1:30.121 | 1:29.836 | 1:29.329 | 5    |
| 7                   | 20  | ケビン・マグヌッセン       | ハース-フェラーリ               | 1:29.594 | 1:29.623 | 1:29.358 | 6    |
| 8                   | 27  | ニコ・ヒュルケンベルグ     | ルノー                          | 1:30.260 | 1:29.187 | 1:29.570 | 7    |
| 9                   | 31  | エステバン・オコン         | フォース・インディア-メルセデス | 1:30.338 | 1:30.009 | 1:29.874 | 8    |
| 10                  | 55  | カルロス・サインツ         | ルノー                          | 1:29.893 | 1:29.802 | 1:29.986 | 10   |
| 11                  | 28  | ブレンドン・ハートレイ     | トロ・ロッソ-ホンダ             | 1:30.412 | 1:30.105 |          | 11   |
| 12                  | 11  | セルジオ・ペレス           | フォース・インディア-メルセデス | 1:30.218 | 1:30.156 |          | 12   |
| 13                  | 14  | フェルナンド・アロンソ     | マクラーレン-ルノー             | 1:30.530 | 1:30.212 |          | 13   |
| 14                  | 2   | ストフェル・バンドーン     | マクラーレン-ルノー             | 1:30.479 | 1:30.525 |          | 14   |
| 15                  | 33  | マックス・フェルスタッペン | レッドブル-タグ・ホイヤー       | 1:29.374 | No Time  |          | 15   |
| 16                  | 8   | ロマン・グロージャン       | ハース-フェラーリ               | 1:30.530 |          |          | 16   |
| 17                  | 9   | マーカス・エリクソン       | ザウバー-フェラーリ             | 1:31.063 |          |          | 17   |
| 18                  | 35  | セルゲイ・シロトキン       | ウィリアムズ-メルセデス         | 1:31.414 |          |          | 18   |
| 19                  | 16  | シャルル・ルクレール       | ザウバー-フェラーリ             | 1:31.420 |          |          | 19   |
| 20                  | 18  | ランス・ストロール         | ウィリアムズ-メルセデス         | 1:31.503 |          |          | 20   |
| 107% time: 1:35.177 |     |                            |                                 |          |          |          |      |
| ソース:             |     |                            |                                 |          |          |          |      |

追記
- ^1 - ハミルトンはFP3で6戦以内のギアボックス交換を行ったため5グリッド降格[11][18]

## 決勝
2018年4月8日 18:10 気温:28度 路面温度:33度 天候:晴(ドライ)
セバスチャン・ベッテルがバルテリ・ボッタスの猛追に耐えて開幕2連勝を飾った。

### 展開
スタートでボッタスがキミ・ライコネンの前に出て2位に上がる。ピエール・ガスリーもダニエル・リカルドの前に出たが、リカルドは抜き返す。後方ではブレンドン・ハートレイがセルジオ・ペレスに接触し、ペレスは大きく順位を落とした。2周目のターン1でマックス・フェルスタッペンがルイス・ハミルトンを抜こうとしたが、前にフェルナンド・アロンソがいたため行き場を失い両者は接触してしまう。この接触でフェルスタッペンの左リアタイヤのホイールが壊れてエアが抜けたため、フェルスタッペンはピットまでの1周弱の間3輪で走行することになる。ピットに戻りタイヤを交換したもののダメージが大きく、ピットアウト後すぐにリタイアした。同時にリカルドも電気系統のトラブルでコース上にマシンを止めてリタイアし、レッドブルのレースは早々に終わった。リカルドのストップによりバーチャル・セーフティカー(VSC)が導入された。
4周目にVSCが解除された直後、ガスリーとケビン・マグヌッセンが激しいバトルを繰り広げ、その間隙を縫ってハミルトンはその2台をパスして4位に上がる。ハートレイは1周目のペレスとの接触に対して10秒ペナルティが科された。
18周目、首位ベッテルがソフトに交換、次の周にライコネンもソフトに交換する。20周目にボッタスはミディアムに交換して最後まで走る作戦を選んだ。ソフトでスタートしたハミルトンが首位に浮上するが、26周目にベッテルが追いついてあっさりと追い抜かれ、その周でミディアムに履き替えた。
35周目に前戦であったハース勢のピット作業ミスがまたもや起こった。ライコネンは2度目のピットインを行うが、左リアが交換されないまま発進させてしまいクルーに接触してしまう。クルーはタイヤに脚を巻き込まれる形になり、脛骨と腓骨を骨折した。FP2と同じミスによりライコネンはリタイアを余儀なくされ、スチュワードはチームに罰金を科した。ベッテルはライコネンと同様2ストップ作戦だったが、メルセデス勢とのマージンが少なかったことから最後まで走り切ることにした。
レース終盤、ミディアムで走るボッタスがソフトで走行し続けるベッテルへ徐々に迫っていく。残り2周でDRS圏内まで接近したがベッテルは首位を守りきった。ガスリーも4位を守りきり、ホンダは2015年に復帰してからの最高順位となった。マクラーレンはアロンソが7位、ストフェル・バンドーンが8位と、2戦続けて2台とも入賞した。マーカス・エリクソンは9位で2015年イタリアGP以来約3年ぶりの入賞となった。

### 結果
| Pos.   | No. | ドライバー                 | コンストラクター                | 周回数 | タイム/リタイア原因 | Grid | Pts. |
| ------ | --- | -------------------------- | ------------------------------- | ------ | ------------------- | ---- | ---- |
| 1      | 5   | セバスチャン・ベッテル     | フェラーリ                      | 57     | 1:32:01.940         | 1    | 25   |
| 2      | 77  | バルテリ・ボッタス         | メルセデス                      | 57     | +0.699              | 3    | 18   |
| 3      | 44  | ルイス・ハミルトン         | メルセデス                      | 57     | +6.512              | 9    | 15   |
| 4      | 10  | ピエール・ガスリー         | トロ・ロッソ-ホンダ             | 57     | +1:02.234           | 5    | 12   |
| 5      | 20  | ケビン・マグヌッセン       | ハース-フェラーリ               | 57     | +1:15.046           | 6    | 10   |
| 6      | 27  | ニコ・ヒュルケンベルグ     | ルノー                          | 57     | +1:39.024           | 7    | 8    |
| 7      | 14  | フェルナンド・アロンソ     | マクラーレン-ルノー             | 56     | +1 Lap              | 13   | 6    |
| 8      | 2   | ストフェル・バンドーン     | マクラーレン-ルノー             | 56     | +1 Lap              | 14   | 4    |
| 9      | 9   | マーカス・エリクソン       | ザウバー-フェラーリ             | 56     | +1 Lap              | 17   | 2    |
| 10     | 31  | エステバン・オコン         | フォース・インディア-メルセデス | 56     | +1 Lap              | 8    | 1    |
| 11     | 55  | カルロス・サインツ         | ルノー                          | 56     | +1 Lap              | 10   |      |
| 12     | 11  | セルジオ・ペレス           | フォース・インディア-メルセデス | 56     | +1 Lap              | 12   |      |
| 13     | 28  | ブレンドン・ハートレイ     | トロ・ロッソ-ホンダ             | 56     | +1 Lap              | 11   |      |
| 14     | 16  | シャルル・ルクレール       | ザウバー-フェラーリ             | 56     | +1 Lap              | 19   |      |
| 15     | 8   | ロマン・グロージャン       | ハース-フェラーリ               | 56     | +1 Lap              | 16   |      |
| 16     | 18  | ランス・ストロール         | ウィリアムズ-メルセデス         | 56     | +1 Lap              | 20   |      |
| 17     | 35  | セルゲイ・シロトキン       | ウィリアムズ-メルセデス         | 56     | +1 Lap              | 18   |      |
| Ret    | 7   | キミ・ライコネン           | フェラーリ                      | 35     | タイヤ              | 2    |      |
| Ret    | 33  | マックス・フェルスタッペン | レッドブル-タグ・ホイヤー       | 3      | ホイール            | 15   |      |
| Ret    | 3   | ダニエル・リカルド         | レッドブル-タグ・ホイヤー       | 1      | 電気系統            | 4    |      |
| ソース |     |                            |                                 |        |                     |      |      |

ファステストラップ
- バルテリ・ボッタス - 1:33.740 (22周目)

ラップリーダー
- 1-17=セバスチャン・ベッテル、18-20=バルテリ・ボッタス、21-25=ルイス・ハミルトン、26-57=ベッテル

## 第2戦終了時点のランキング
|   | 順位 | ドライバー             | ポイント |
| - | ---- | ---------------------- | -------- |
|   | 1    | セバスチャン・ベッテル | 50       |
|   | 2    | ルイス・ハミルトン     | 33       |
| 5 | 3    | バルテリ・ボッタス     | 22       |
| 1 | 4    | フェルナンド・アロンソ | 16       |
| 2 | 5    | キミ・ライコネン       | 15       |

|   | 順位 | コンストラクター          | ポイント |
| - | ---- | ------------------------- | -------- |
|   | 1    | フェラーリ                | 65       |
|   | 2    | メルセデス                | 55       |
| 1 | 3    | マクラーレン-ルノー       | 22       |
| 1 | 4    | レッドブル-タグ・ホイヤー | 20       |
|   | 5    | ルノー                    | 15       |

- 注：ドライバー、コンストラクター共にトップ5のみ表示。